# Łohowatka
Łohowatka (biał. Лагаватка, Łahawatka; ros. Логоватка, Łogowatka) – wieś na Białorusi, w obwodzie grodzieńskim, w rejonie korelickim, w sielsowiecie Rajca.

## Historia
W dwudziestoleciu międzywojennym leżała w Polsce, w województwie nowogródzkim, w powiecie nowogródzkim, w gminie Rajce. W 1921 miejscowość liczyła 70 mieszkańców, zamieszkałych w 11 budynkach, w tym 61 Białorusinów i 9 Polaków. 56 mieszkańców było wyznania prawosławnego i 14 rzymskokatolickiego.
Po II wojnie światowej w granicach Związku Sowieckiego. Od 1991 w niepodległej Białorusi.